# كاسبر هايبيرغ
كاسبر هايبيرغ (بالدنماركية: Kasper Heiberg)‏ هو رسام دنماركي، ولد في 3 أبريل 1928 في Kongens Lyngby ‏ في الدنمارك، وتوفي في 27 فبراير 1984 في كوبنهاغن في الدنمارك.